# Єлизавета Турн-унд-Таксіс
Єлизавета Турн-унд-Таксіс (нім. Elisabeth von Thurn und Taxis), повне ім'я Єлизавета Марія Максиміліана фон Турн-унд-Таксіс (нім. Elisabeth Maria Maximiliana von Thurn und Taxis, 28 травня 1860 — 7 лютого 1881) — принцеса з династії Турн-унд-Таксіс, донька принца Турн-унд-Таксіс Максиміліана Антона Ламорала та баварської принцеси Олени Віттельсбах, дружина претендента на португальський престол Мігеля Браганси.

## Біографія
Єлизавета з'явилась на світ 28 травня 1860 у Дрездені. Її батьками були принц Максиміліан Антон Турн-унд-Таксіс та його дружина Олена Баварська. Дівчинка народилась за рік після старшої сестри Луїзи. Невдовзі в сім'ї з'явились сини Максиміліан та Альберт. Батько помер, коли Єлизаветі було сім років. Матір до повноліття старшого сина стала фактичною главою династії Турн-унд-Таксіс.
У віці 17 років Єлизавета пошлюбилась із 24-річним герцогом Мігелем Браганса, сином скинутого короля Мігеля від шлюбу з Адельгейдою Льовенштайн. Весілля відбулося 17 жовтня 1877 у Регенсбурзі в Баварії. Пара оселилась у Нижній Австрії. У них народилося троє дітей.
Після народження первістка здоров'я Єлизавети почало погіршуватися. Невдовзі після народження доньки вона померла. Її матір, Олена Баварська, після цього почала все більше віддалятися від суспільного життя.
Мігель одружився вдруге більш, ніж за дванадцять років.

## Родина

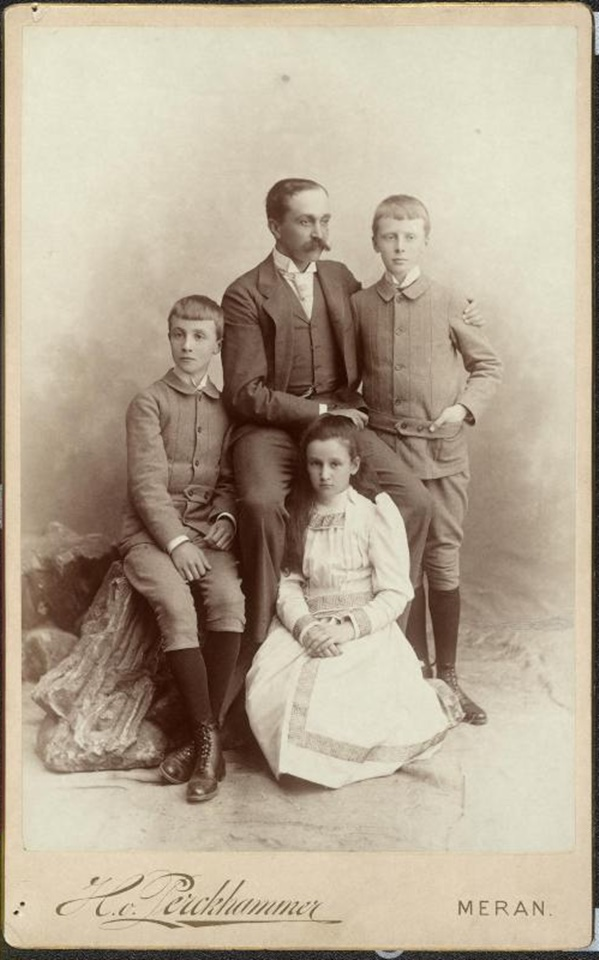
Чоловік із дітьми

Чоловік —  Мігель, герцог Браганський
Діти:
- Мігель (1878—1923) — герцог Візеу, був одружений із Анітою Стюарт, мав троє дітей;
- Франсішку Жозе (1879—1919) — австрійський вояка, був залучений до кількох гомосексуальних скандалів, одружений не був, дітей не мав, помер у полоні під час Першої світової від серцевої недостатності;
- Марія Тереза (1881—1945) — була пошлюблена із принцом Карлом Людвігом фон Турн-унд-Таксіс, мала єдиного сина.